# Contromisure elettroniche

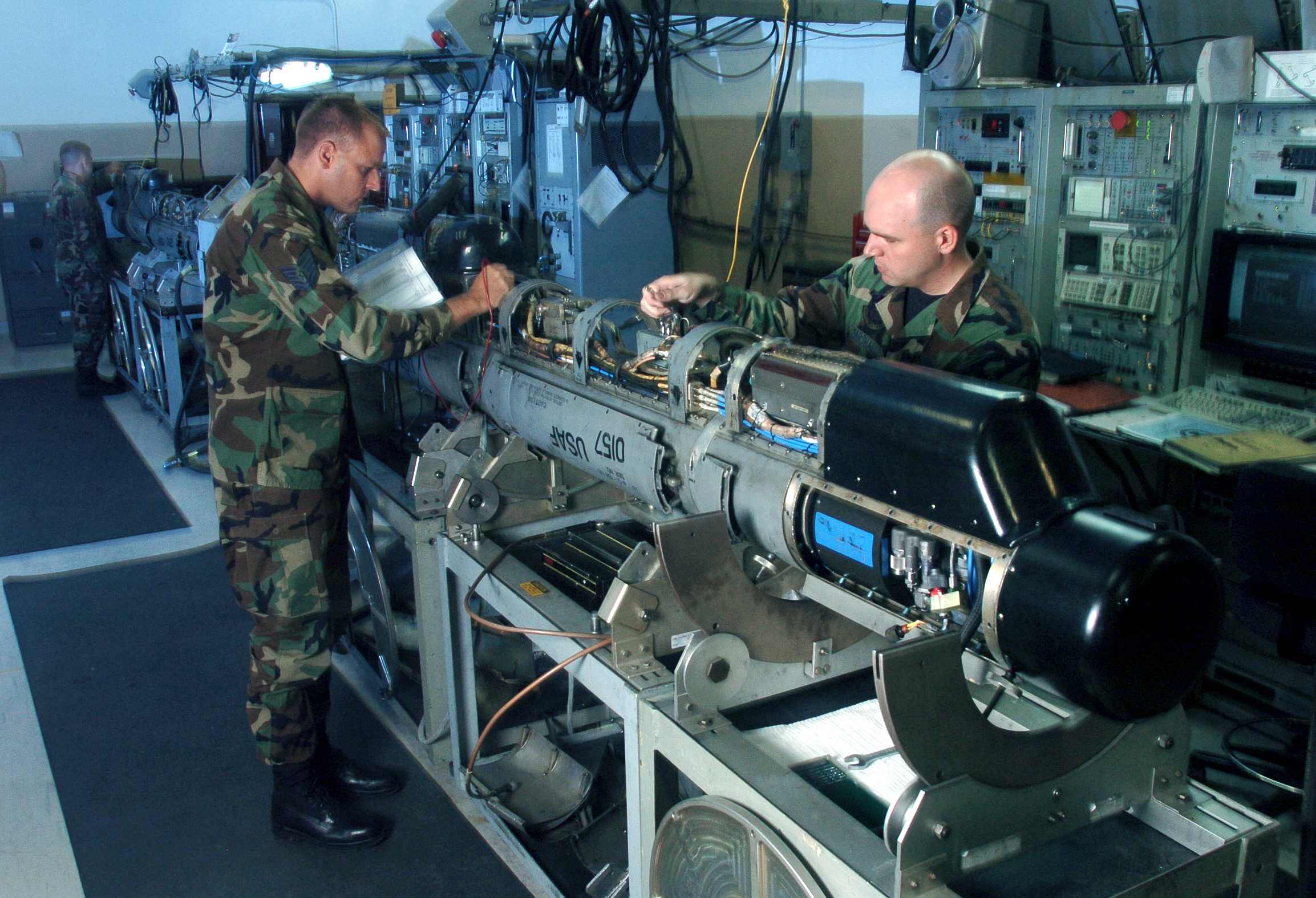
Manutenzione del pod di contromisure elettroniche (jamming pod) di un F-16

Le contromisure elettroniche (in inglese electronic countermeasure o ECM) sono delle tecniche di guerra elettronica (EW) realizzate con dispositivi elettrici o elettronici, progettati per oscurare o ingannare radar, sonar o altri sensori di ricerca o di puntamento,  che utilizzano gli infrarossi o i laser. Le contromisure possono essere usate sia in modo offensivo che difensivo, in quest'ultimo caso, per esempio per non consentire al nemico di acquisire i dati di puntamento da utilizzare con le sue armi.

## Descrizione
I sistemi ECM possono funzionare in modi diversi, per esempio creando elettronicamente falsi bersagli, oppure facendo apparire e scomparire dalla vista dei sensori nemici in modo casuale l'oggetto che si vuole proteggere. Le contromisure elettroniche sono utilizzate efficacemente per proteggere aeromobili, compresi i missili guidati. La maggior parte della aeronautiche militari del mondo utilizzano le ECM per proteggere i propri mezzi aerei, così come molte navi militari sono dotate di sistemi di guerra elettronica che comprendono le contromisure.
Recentemente, alcuni carri armati di nuova generazione impiegano le ECM per ingannare i missili a guida laser o infrarosso. I sistemi di contromisure elettroniche vengono frequentemente installati sui sistemi d'arma che impiegano la tecnologia stealth, contribuendo al raggiungimento dello scopo di non consentire ai nemici l'individuazione. Le ECM offensive prendono spesso la forma del cosiddetto radar jamming, il "disturbo radar", mentre le ECM difensive includono le tecniche di intensificazione dell'eco radar e di disturbo dei sistemi di guida dei missili in arrivo.

### Contromisure attive
- disturbo (detto jamming)
- inganno
- saturazione
- impulsi elettromagnetici (EMP)

### Contromisure passive
- cortine di disturbo (chaff)
- ingannatori trainati (towed decoy)
- ingannatori volanti (decoy)
- riflettori radar
- Tecnologia stealth

Molte moderne tecnologie relative alle contromisure elettroniche sono considerate informazioni ai più alti livello di classificazione di sicurezza militare.